# Anomobryum brachymeniopsis
Anomobryum brachymeniopsis är en bladmossart som beskrevs av Brotherus 1903. Anomobryum brachymeniopsis ingår i släktet Anomobryum och familjen Bryaceae. Inga underarter finns listade i Catalogue of Life.